# Buntingford
Buntingford – miasto i civil parish w Wielkiej Brytanii, w Anglii, w regionie East of England, w hrabstwie Hertfordshire, w dystrykcie East Hertfordshire. Leży 16,9 km od miasta Hertford i 48,2 km od Londynu. W 2001 roku miasto liczyło 4820 mieszkańców. W 2011 roku civil parish liczyła 4948 mieszkańców. Buntingford jest wspomniana w Domesday Book (1086) jako Ichetone.